# 蔵本城
蔵本城（くらもとじょう）は、徳島県徳島市蔵本元町にあった日本の城。

## 概要・歴史
中世の平城。徳島市蔵本元町に所在。築城年代は不明。JR四国徳島線蔵本駅構内の北西端付近に位置する。現地には祠と解説板がある。
西側を流れる田宮川を外濠に代用した城であったと考えられるが、現在は駅構内や住宅地・工場などになり、当時の遺構は全く残っていない。また埋蔵文化財包蔵地の周知範囲にもなっていない。
城主については、戦国期に小倉重信がいたことが知られる。天文22年（1553年）、 鑓場の戦いで義広らとともに討死し、廃城になったとみられる。